# Гандаки-Прадеш
Гандаки-Прадеш (непальск. गण्डकी प्रदेश), ранее Провинция № 4) — одна из провинций, установленных новой Конституцией Непала, которая была принята 20 сентября 2015 года.
Население — 2 413 907 человек. Территория 21 504 км². Столица — Покхара.
В состав провинции вошли следующие бывшие административные единицы:
- Дхаулагири
- Лумбини (частично)
- Нараяни (частично)

Региональные языки: Маджар, Гурунг.

## Районы
Провинция состоит из следующих районов:
1. Горкха
2. Ламджунг
3. Танаху
4. Каски
5. Мананг
6. Мустанг
7. Парбат
8. Сянгджа
9. Мьягди
10. Баглунга
11. Навалпур (к востоку от Бардагат-Шусты)